# ستودنکا
ستودنکا (به چکی: Studénka) یک منطقهٔ مسکونی و شهرستان دارای شهرک سابقاً روستا در جمهوری چک است که در ناحیه نووی ییتشین واقع شده‌است. ستودنکا ۱۰٬۲۹۸ نفر جمعیت دارد.

## خواهرخوانده
شهر دومبرووه گورنیچا خواهرخواندهٔ ستودنکا هست.